# サントスFC (アマパー州)
サントスFC (ポルトガル語: Santos Futebol Clube) は、ブラジル・アマパー州マカパに本拠地を置くサッカークラブである。2016シーズンはカンピオナート・ブラジレイロ・セリエDに所属。サンパウロ州にもサントスFCがあるため、便宜上サントス-APと表記されることがある。

## 歴史
1973年5月11日設立。 

## タイトル
- カンピオナート・アマパエンセ：4回
  - 2000, 2013, 2014, 2015